# Calyptorhynchus baudinii
La cacatúa fúnebre piquilarga (Calyptorhynchus baudinii) es una especie de ave psittaciforme de la familia de las cacatúas (Cacatuidae). Es endémica del extremo suroeste de
Australia. Su nombre científico conmemora al explorador francés Nicolas Baudin.

## Descripción

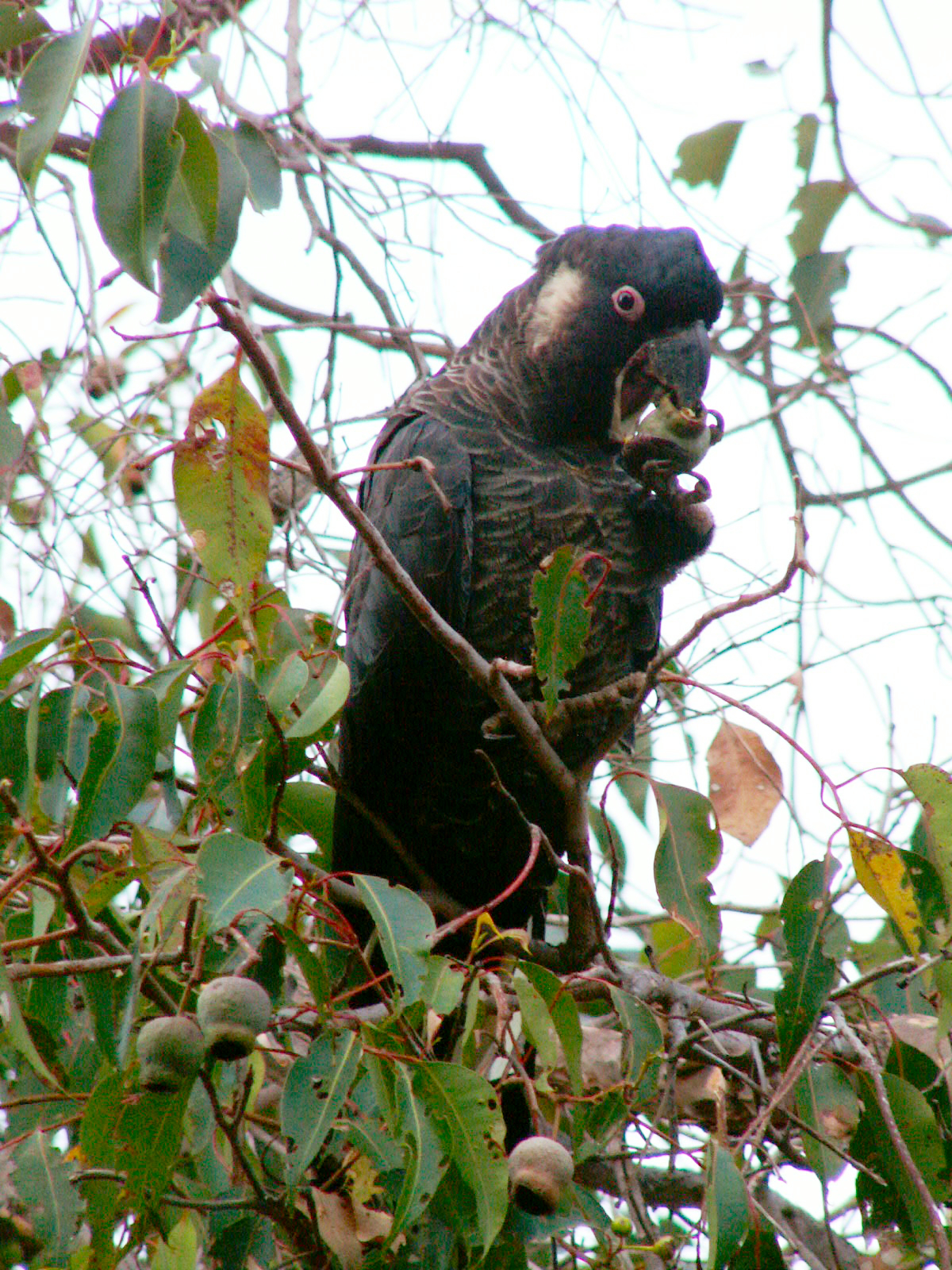
Macho en el río Margaret, Australia occidental.

La cacatúa fúnebre piquilarga mide unos 56 cm de largo. Es principalmente gris negruzco con los bordes de las plumas gris claro, lo que le da aspecto escamado. Tiene un penacho de plumas cortas en la cabeza y manchas blanquecinas a la altura de los oídos. Las plumas laterales de su cola tienen la puntas blancas, y la central totalmente negra. El iris de su ojos es pardo oscuro y sus patas son de color gris parduzco. Su pico es más largo y estrecho que el de la cacatúa fúnebre piquicorta.
El macho adulto tiene el pico oscuro y los anillos oculares rosas. En cambio la hembra adulta tiene el pico de color hueso y los anillos oculares grises, y sus manchas auriculares son más claras que las del macho. Los juveniles tienen el pico del mismo color que las hembras, los anillos oculares grises y tienen menos blanco en las plumas de la cola.
Son aves bastante longevas. Se registró un individuo que alcanzó losf 47 años en 1996.

## Hábitat
Su hábitat natural son los bosques densos dominados por los marris (Corymbia calophylla) del extremo suroccidental de Australia.